# Alfred (Texas)
Alfred è un census-designated place (CDP) degli Stati Uniti d'America della contea di Jim Wells nello Stato del Texas. La popolazione era di 91 abitanti al censimento del 2010. È nota per i mercati delle pulci all'aperto che si tengono nel primo fine settimana del mese.

## Geografia fisica
Secondo lo United States Census Bureau, il CDP ha una superficie totale di 3,23 km², dei quali 3,23 km² di territorio e 0 km² di acque interne (0% del totale).
Alfred si trova sulla State Highway 359, dodici miglia (19 km) a nord-est di Alice, nella parte nord-est della contea di Jim Wells.

## Società

### Evoluzione demografica
Secondo il censimento del 2010, la popolazione era di 91 abitanti.

### Etnie e minoranze straniere
Secondo il censimento del 2010, la composizione etnica del CDP era formata dal 64,84% di bianchi, lo 0% di afroamericani, lo 0% di nativi americani, lo 0% di asiatici, lo 0% di oceanici, il 35,16% di altre razze, e lo 0% di due o più etnie. Ispanici o latinos di qualunque razza erano l'86,81% della popolazione.